# Geschlechtsreife
Die Geschlechtsreife wird als der Teil der Ontogenese eines Einzelwesens angesehen, wenn es seinen erwachsenen Zustand erreicht und sich fortpflanzen kann. Für jedes vielzellige Tier (Metazoon) dauern die Entwicklungsphasen unterschiedlich lange an. Auch beim Menschen ist Geschlechtsreife die Bezeichnung für das Ziel der „Geschlechtsreifung“ (auch: Pubeszenz) während der Pubertät.
Der Prozess der Entwicklung der Geschlechtsorgane als Funktionsträger der Fortpflanzung ist bei Eintritt der Geschlechtsreife weitgehend abgeschlossen.

## Säugetiere allgemein
Bei Säugetieren wird der entwicklungsphysiologische Vorgang der Geschlechtsreifung mit dem Ziel der Geschlechtsreife zum einen durch die Tätigkeit der Schilddrüse und des durch sie gebildeten Hormons Thyroxin gesteuert, zum anderen durch vermehrte Bildung von Sexualhormonen. Im weiteren Verlauf dieses Reifungsprozesses setzt beim männlichen Geschlecht die Produktion von Sperma ein. Beim weiblichen Geschlecht werden aus den Ovarien befruchtungsfähige Eizellen abgegeben. Im Falle einer Befruchtung nisten sich die entstandenen Embryonen im Uterus des Tieres ein. Nicht befruchtete Eizellen sterben ab und werden resorbiert oder ausgeschieden.
Aus darwinistischer Sicht ist die Erlangung der Geschlechtsreife bei einer Vielzahl der Nachkommen ein Kriterium für das Bestehen der jeweiligen Phänotypen unter den biotischen Umweltfaktoren intraspezifischer und interspezifischer Konkurrenz mit anderen Individuen, die zur selben Spezies gehören oder die gleiche ökologische Nische besetzen.

## Mensch

### Eintritt
Beim Menschen tritt die Geschlechtsreife durch die Pubertät im Laufe der Adoleszenz ein. Die geschlechtliche Reifung ist im Vergleich zu anderen (auch langlebigen) Primaten erheblich verzögert. Mädchen und Jungen sind bei Eintritt der Geschlechtsreife noch nicht erwachsen. Seit dem 19. Jahrhundert ist das Eintrittsalter in die Pubertät bei beiden Geschlechtern langsam gesunken und setzt in den meisten europäischen Ländern, abgesehen von einer klinischen Pubertas praecox, immer früher ein.
Bei Mädchen signalisiert etwa ab Mitte der Pubertät die erste Menstruation den Eintritt der Geschlechtsreife. Mädchen sind ab der ersten Ovulation geschlechtsreif, die nach oder auch schon vor der ersten Menstruation (Menarche) erfolgen kann. Es gibt Fälle von Mädchen, die vor der ersten Menstruation schwanger geworden sind (sexueller Missbrauch von Kindern). Möglich sind anfangs noch unregelmäßige Menstruationsblutungen, ohne vorausgegangenem Eisprung. Dann spielt sich ein – mehr oder weniger – regelmäßiger Ovulationszyklus ein.
Zeichen für die Geschlechtsreife bei Jungen ist die Spermarche.

### Veränderungen
Die geschlechtliche Entwicklung schon vor und dann besonders im Verlaufe der Pubertät, durch die die Geschlechtsreife erreicht wird, wird vor allem beim Mädchen durch Östrogene gesteuert, beim Jungen durch Androgene, wobei beide Geschlechter auch jeweils die anderen Geschlechtshormone bilden, nur in deutlich geringerer Menge.
Neben dem Beginn der äußerlich zunächst kaum wahrnehmbaren inneren Entwicklung vor der Pubertät treten dann mit der Pubertät auch äußere sichtbare Veränderungen ein. Das erste Anzeichen der Pubertät ist ein Wachstumsschub, gefolgt von der Ausbildung sekundärer Geschlechtsmerkmale. Beide Geschlechter haben ein beschleunigtes Knochenwachstum und das Wachstum der Schambehaarung beginnt. Bei Mädchen wächst die weibliche Brust. Die Menstruation setzt typischerweise etwa 2 Jahre nach Beginn der Brustentwicklung ein, wenn sich das Höhenwachstum nach Erreichen der Höchstgeschwindigkeit verlangsamt. In den Vereinigten Staaten beginnt bei den meisten Mädchen die Periode im Alter von 12 oder 13 Jahren, aber es gibt eine große Bandbreite.
Bei Jungen vergrößern sich zuerst die Hoden und der Hodensack, dann auch der Penis und sie kommen in den Stimmbruch. Die Achselhaare erscheinen nach der Schambehaarung. Bei Jungen beginnt der Bartwuchs. Der Wachstumsschub beginnt etwa ein Jahr nach dem Beginn der Hodenvergrößerung. Jungen in den Vereinigten Staaten haben ihre erste Ejakulation typischerweise zwischen 12½ und 14 Jahren, etwa 1 Jahr nachdem sich das Peniswachstum beschleunigt hat. Jungen in der Pubertät haben oft eine leichte Vergrößerung der Brüste (Gynäkomastie), die sich in der Regel innerhalb einiger Jahre zurückbildet.
Die Geschlechtsreifung findet jedoch mit dem Erreichen der Fortpflanzungsfähigkeit nicht ihren endgültigen Abschluss. Auch danach vollzieht sich bei gesunden Heranwachsenden noch eine Weiterentwicklung der primären und sekundären Geschlechtsmerkmale und deren Funktion. So erhöhen sich bei männlichen Heranwachsenden kontinuierlich die Anzahl und Qualität der Spermien im Ejakulat und die Menge des Sekrets der sogenannten akzessorischen Geschlechtsdrüsen bis zu einem individuell sehr unterschiedlichen Maximum. Bei Mädchen bzw. jungen Frauen wird der Ovulationszyklus im günstigen Falle regelmäßig.
Bei beiden Geschlechtern kann sich nach Erreichen der Geschlechtsreife die Schambehaarung noch verstärken und die Haut im Bereich der sekundären Geschlechtsmerkmale kann sich stärker pigmentieren.

## Störungen oder Krankheitsfolgen
Bei Defekten der Testosteronrezeptoren oder bei Schädigungen der steuernden Nervenzentren im Hypothalamus oder durch Tumoren kann die Geschlechtsreife ausbleiben.
Bei Abweichungen der Zahl der Gonosomen oder einer zerebral bedingten Überproduktion bzw. Unterproduktion an Releasinghormonen, die eine überhöhte bzw. verminderte Ausschüttung von Gonadotropinen zur Folge hat, oder bei pathologischen Prozessen (beispielsweise Tumoren der Hypophyse), bei reaktiven beziehungsweise ektopischen Hormonproduktion (beispielsweise bei Hypothyreose), sowie einer genetisch bedingten Disposition und durch andere Faktoren kann die Pubertät und damit auch die Geschlechtsreife bei beiden Geschlechtern früher (Pubertas praecox) bzw. später oder gar nicht eintreten (Pubertas tarda).
Eine Entfernung der Schilddrüse führt zu verlangsamtem Wachstum und verzögert den Prozess der Geschlechtsreife.

## Besondere Beispiele
- Haie erreichen teilweise erst mit 30 Jahren die Geschlechtsreife.